# Bagan Punak Meranti
Bagan Punak Meranti adalah sebuah jenjang pemerintahan di Kabupaten Rokan Hilir Provinsi Riau, Indonesia. Bagan Punak Meranti berpenduduk 1.750 jiwa (sensus 2010).